# Acraea nivea
Acraea nivea är en fjärilsart som beskrevs av Riley 1921. Acraea nivea ingår i släktet Acraea och familjen praktfjärilar. Inga underarter finns listade i Catalogue of Life.